# 茨木市立豊川小学校
茨木市立豊川小学校（いばらきしりつとよかわしょうがっこう）は、大阪府茨木市にある公立小学校。通称は豊小（とよしょう）。

## 沿革
町村制施行前の島下郡粟生村・小野原村・宿久庄村・道祖本村（いずれも町村制で島下郡（のち三島郡）豊川村に合併）にそれぞれ設置されていた小学校を統合し、三島郡豊川尋常高等小学校として1899年に設置された。
豊川村は1956年12月に箕面市に編入されたが、編入直後に旧村東部が箕面市から茨木市に分離編入され、事実上の分村合併の形となった。分村編入の際に校区変更などはおこなわれなかったため、茨木市・箕面市の2市にまたがった旧豊川村を引き続き校区とし、学校組合立となった。
しかし学校組合立という変則的な条件から、指導体制や施設面での不便が表面化するようになった。合併から10年後の1966年には学校組合を解散し、茨木市立となっている。これに伴い旧校区の西部（箕面市域）を分離する形で、1968年に箕面市立東小学校が開校している。

### 年表
- 1899年4月 - 三島郡豊川尋常高等小学校として開校。
- 1941年4月 - 国民学校令により、三島郡豊川国民学校に改称。
- 1947年4月 - 豊川村立小学校に改称。
- 1956年12月1日 - 豊川村の箕面市への編入により、箕面市立豊川小学校に改称。
- 1956年12月25日 - 旧豊川村の一部が茨木市へ分離編入したことに伴い、茨木市箕面市学校組合立豊川小学校に改称。
- 1966年4月1日 - 学校組合を解消。茨木市立豊川小学校に改称。
- 1968年4月1日 - 箕面市立東小学校へ一部分離。

## 通学区域
茨木市 宿久庄1丁目-7丁目、藤の里1丁目・2丁目、清水1・2丁目、南清水町、豊川1丁目-5丁目、西豊川町、宿川原町（ごく一部を除く）、豊原町の一部、室山1丁目の一部、大字道祖本、大字清水、大字宿久庄

## 進路状況
原則として茨木市立豊川中学校へ進学するが、私立中学校へ進学する者もいる。

## 出身者
- 川端康成 - 小説家
- 笹川良一 - 政治運動家

## 交通
- 阪急バス 豊川バス停 北へ300m。
- 大阪モノレール彩都線 豊川駅 北へ約800m。